# Baden (Pensilvania)
Baden es un borough ubicado en el condado de Beaver en el estado estadounidense de Pensilvania. En el año 2000 tenía una población de 7.377 habitantes y una densidad poblacional de 738.9 personas por km².

## Geografía
Baden se encuentra ubicado en las coordenadas 40°38′23″N 80°13′36″O / 40.63972, -80.22667.

## Demografía
Según la Oficina del Censo en 2000 los ingresos medios por hogar en la localidad eran de $32,924 y los ingresos medios por familia eran $40,924. Los hombres tenían unos ingresos medios de $31,025 frente a los $23,813 para las mujeres. La renta per cápita para la localidad era de $17,112. Alrededor del 7.9% de la población estaba por debajo del umbral de pobreza.